# اعتلال عصبي محوري حركي حاد
اعتلال عصبي محوري حركي حاد (اختصارًا AMAN) هو نوعٌ فرعيٌ من متلازمة غيلان باريه. يتميز بحدوث شلل حاد مع فقدٍ في المنعكسات دون فقدان الإحساس. حسب علم الأمراض، فإنه يكون هُناك انحلالٌ في المحور الحركي مع هجماتٍ بالأجسام المضادة على الأعصاب الحركية وعقد رانفييه.